# Zabójca na tylnym siedzeniu
Zabójca na tylnym siedzeniu (ang. Killer in the backseat) – miejska legenda, znana na terenie USA oraz Wielkiej Brytanii. Początek dał jej w 1968 roku Carlos Drake, jednak badacze miejskiego folkloru sugerują, że powstała wcześniej w latach sześćdziesiątych, być może zainspirowana realnym wydarzeniem z 1964 roku, kiedy to zbiegły morderca ukrył się w samochodzie, przypadkowo należącym do nowojorskiego policjanta.

## Legenda
Bohaterką legendy jest zazwyczaj kobieta śledzona przez dziwny samochód lub ciężarówkę. Zagadkowy kierowca używa świateł drogowych, trzyma się bardzo blisko pojazdu kobiety, czasem nawet taranuje go wjeżdżając w tylny zderzak. Kiedy bohaterka legendy w końcu dociera do celu podróży, uświadamia sobie, że śledzący ją kierowca próbował ostrzec ją przed mężczyzną (mordercą, gwałcicielem lub psychopatą), który ukrywał się na tylnym siedzeniu jej pojazdu. Za każdym razem, gdy przymierzał się on do ataku, kierowca jadący za nią uniemożliwiał mu jego wykonanie.
W niektórych wersjach kobieta zatrzymuje się na stacji benzynowej i sprzedawca zaprasza ją do budynku w celu rozwiązania domniemanego problemu z kartą kredytową lub pod innym pretekstem. Wewnątrz ostrzega ją przed napastnikiem, który znajduje się na tylnym siedzeniu jej pojazdu.
Opowieść często kończy się morałem. Osoba ostrzegająca przed kryminalistą przedstawiana jest jako drwal, kierowca ciężarówki lub groźnie wyglądający człowiek; ktoś, komu nie ufa się, pomimo tego, że nie ma ku temu powodów. Kobieta często myśli, że jadący za nią mężczyzna jest prześladowcą chcącym zrobić jej krzywdę, prawda natomiast jest taka, że okazuje się on jej wybawcą.
Inna wersja tej historii mówi o kobiecie, która zatrzymała się na stacji benzynowej, ale po wejściu do sklepu ujrzała mężczyznę idącego w jej stronę z nożem w ręku, bełkoczącego niewyraźnie jakieś słowa. Kobieta wbiega do samochodu i ucieka, przez co wpada w ręce mordercy na tylnym siedzeniu, podczas gdy mężczyzna na stacji próbował ją ostrzec. Ta wersja kończy się prawdopodobnie śmiercią kobiety.
Motyw zabójcy na tylnym siedzeniu kilkakrotnie pojawiał się w filmach: Nightmares z 1983 r., Mr. Wrong z 1984 r., a także w jednym z epizodów serialu Millennium (The Pest House, 1998). Film Urban Legend, który ukazał się w 1998 roku, rozpoczyna się sceną opisaną w tej legendzie.